# Puntige zoomspanner
De puntige zoomspanner (Epione repandaria) is een nachtvlinder uit de familie van de Geometridae, de spanners. De vlinder heeft een voorvleugellengte van 13 tot 16 millimeter. De soort overwintert als ei op de waardplant.

## Waardplanten
De puntige zoomspanner heeft met name wilg, maar ook els, sleedoorn en populier als waardplanten.

## Voorkomen in Nederland en België
De puntige zoomspanner is in Nederland en België een vrij gewone soort, die verspreid over het hele gebied voorkomt. De vliegtijd is van juni tot begin oktober in twee generaties.